# Wyższa Szkoła Rzemiosła Artystycznego w Pradze
Wyższa Szkoła Rzemiosła Artystycznego w Pradze (cz. Vysoká škola uměleckoprůmyslová v Praze – VŠUP; UMPRUM) – czeska publiczna uczelnia artystyczna w Pradze. Została założona w 1885 roku.
W 2019 roku funkcję rektora objął Jindřich Vybíral.